# Henry Schüler
Henry Schüler (* 6. Oktober 1959) ist ein ehemaliger deutscher Fußballspieler. Der Offensivspieler hat beim SC Freiburg von 1979 bis 1982 in der 2. Bundesliga 33 Ligaspiele absolviert und dabei fünf Tore erzielt.

## Sportlicher Werdegang
Schüler spielte in der Jugend beim SV Eintracht Freiburg, ehe er innerhalb der Stadt zum SC Freiburg wechselte. Für den neuen Klub spielte er an der Seite seines Bruders Wolfgang Schüler ab 1979 in der 2. Bundesliga Süd spielte. Dabei erreichte er mit dem Klub in den ersten beiden Jahren mit dem sechsten bzw. siebten Tabellenrang Plätze im oberen Tabellendrittel, so dass sich die Breisgauer im Sommer 1981 für die eingleisige 2. Bundesliga qualifizierten. Nach einem weiteren Jahr kehrte er dem Klub den Rücken, da er mit 33 Spieleinsätzen in drei Jahren kaum über den Rang eines Ergänzungsspielers hinausgekommen war.
Im Sommer 1982 schloss sich Schüler dem Ortsrivalen Freiburger FC an, der aus der 2. Bundesliga in die Oberliga Baden-Württemberg abgestiegen war. Unter Trainer Hans Linsenmaier gehörte er über weite Strecken zur Stammformation, mit sieben Toren trug er zum sechsten Tabellenplatz bei. Nach einem Trainerwechsel zu Lutz Hangartner zu Beginn der Spielzeit 1983/84 kehrte wieder Erfolg ins Möslestadion ein, als der Klub den Meistertitel in der Oberliga gewann. Daran war Schüler maßgeblich beteiligt, mit neun Toren war er gleichauf mit Dieter Derigs vereinsintern bester Torschütze. In der anschließenden Aufstiegsrunde zur 2. Bundesliga gelang jedoch nur ein Sieg, so dass der FFC Dritter hinter den Zweitliga-Aufsteigern FC Homburg und VfR Bürstadt wurde – hier war Schüler gänzlich ohne Torerfolg geblieben. Nach einer enttäuschenden Saison, an deren Ende Schüler zwar sieben Saisontore erzielt hatte, der Klub aber im mittleren Tabellenbereich gelandet war, übernahm 1985 Uli Bruder das Traineramt. Angetrieben von Ralf Todzi, mit 14 Toren erfolgreichster FFC-Saisontorschütze, spielten die Breisgauer erneut um den Meistertitel, mussten sich aber letztlich dem SSV Ulm 1846 geschlagen geben und qualifizierten sich als Vizemeister für die Deutsche Amateurmeisterschaft 1986. Dort schied Schüler mit der Mannschaft nach einer 1:2-Niederlage und einem 2:2-Unentschieden gegen Wormatia Worms in der ersten Runde aus. In der Spielzeit 1986/87 war er in allen 34 Spielen am Ball, hinter Holger Janz (14 Tore) platzierte er sich mit zehn Saisontreffern vereinsintern an zweiter Stelle der Torschützenliste. Erneut spielte der Klub lange Zeit in der Spitzengruppe mit, letztlich reichte es mit vier Punkten Rückstand auf den SV Sandhausen nur zum vierten Tabellenplatz.
Nach fünf Jahren beim FFC wechselte Schüler 1987 innerhalb der Oberliga zum SSV Reutlingen. Unter Trainer Lorenz-Günther Köstner lief er in 31 Spielen für die Elf vom Stadion an der Kreuzeiche auf.